# 6535 Archipenko
6535 Archipenko este un asteroid din centura principală de asteroizi.

## Descriere
6535 Archipenko este un asteroid din centura principală de asteroizi. A fost descoperit pe 17 octombrie 1960 la Observatorul Palomar de Cornelis Johannes van Houten, Ingrid van Houten-Groeneveld și Tom Gehrels. Asteroidul prezintă o orbită caracterizată de o semiaxă mare de 2,42 ua, o excentricitate de 0,18 și o înclinație de 12,2° în raport cu ecliptica.